# Trichopilia ramonensis
Trichopilia ramonensis là một loài thực vật có hoa trong họ Lan. Loài này được García-Castro & Mora-Ret. ex C.O.Morales mô tả khoa học đầu tiên năm 2002.